# Jefrosinja Zieńkowa
Jefrosinja Sawieljewna Zieńkowa (ros. Ефросинья Савельевна Зенькова, biał. Ефрасіння Савельеўна Зянькова, Jefrasinnia Sawieljeuna Ziańkowa; ur. 22 grudnia 1923 we wsi Uszały w rejonie szumilińskim, zm. 19 kwietnia 1984 w Witebsku) – sekretarz podziemnej organizacji komsomolskiej w Obolu podczas wojny ZSRR z Niemcami, Bohater Związku Radzieckiego (1958).

## Życiorys
Urodziła się w białoruskiej rodzinie chłopskiej. Skończyła szkołę średnią i szkołę fabryczno-zawodową, pracowała w fabryce odzieżowej, podczas niemieckiej okupacji Białoruskiej SRR wykonywała zadania podziemnego rejonowego komitetu partii komunistycznej i dowództwa oddziału partyzanckiego im. Woroszyłowa. Dostarczyła oddziałowi m.in. informacji o niemieckim garnizonie w Obolu. Była też sekretarzem podziemnej organizacji komsomolskiej „Młodzi Mściciele”. Od września 1943 walczyła w Brygadzie Partyzanckiej im. Lenina w obwodzie witebskim. Po wojnie do 1967 pracowała w miejskim komisariacie wojskowym w Witebsku, od 1945 należała do WKP(b), w 1976 otrzymała honorowe obywatelstwo Witebska. W Obolu postawiono jej pomnik i ustanowiono muzeum sławy.

## Odznaczenia
- Złota Gwiazda Bohatera Związku Radzieckiego (1 lipca 1958)
- Order Lenina (1 lipca 1958)
- Order Wojny Ojczyźnianej I klasy
- Order Czerwonej Gwiazdy

I medale.